# Ptychostomum bryoides
Ptychostomum bryoides là một loài Rêu trong họ Bryaceae. Loài này được (R. Br.) J.R. Spence mô tả khoa học đầu tiên năm 2007.